# Юзеф Миколай Радзивілл
Юзеф Миколай Радзивілл (лит. Juozapas Mikalojus Radvila, пол. Józef Mikołaj Radziwiłł, *13 листопада 1736 — †15 лютого 1813) — князь, державний діяч Великого князівства Литовського в Речі Посполитій. Восьмий ординат Кдецьку.

## Життєпис
Походив з литовського магнатського роду Радзивіллів, гілки Несвізької. Старший син Мартіна Миколая Радзивілла, крайчого великого литовського. Його матір'ю була перша дружина останнього — Олександра Бельхацька. Його мати померла під час пологів Юзефа Миколая у 1736 році. В дитинстві внаслідок биття батьком суттєво постраждав фізично, внаслідок чого став горбанем. До 12 років перебував під опікою батька, а коли того визнали недієздатним, був відданий на виховання свого родича — подчашия великого литовського Єроніма Флоріана Радзивілла. Навчався в колегіумі піарів у Варшаві. У 1759 році отримав у володіння від батька Клецьку ординацію.
У 1760 році обирається послом від Новогрудського воєводства на вальний сейм. 1761 року одружився з представницею графського роду Мйончинських. 1763 року Радзивіллу надано орден Святого Губерта. 1764 року стає послом від Ковенського повіту на конвакційний сейм, де підтримав кандидатуру Станіслава Августа Понятовського. Того ж року Юзефа Миколая Радзивілла призначено на посаду писаря великого литовського. Невдовзі доєднався до партії «Фамілія», яку очолювали представники родів Чорторийських і Понятовських. Був одним з опікунів над маєтками Кароля Станіслава Радзивілла під час його еміграції у 1764—1768 роках. У 1767 році, обраний маршалком Мозирської конфедерації, згодом приєднався до Радомської конфедерації.
1773 року був призначений воєводою мінським. У 1777 році став кавалером Ордена Білого Орла. У 1778 році був членом Департаменту казначейства Вічної Ради. У 1782 року обирається маршалком Трибуналу Великого князівства Литовського. Того ж року після смерті першої дружини оженився з графинею Вікторією Остроруг. 1784 року отримав посаду каштеляна троцького, яку обіймав до 1788 року. 1788 року призначено воєводою троцьким. У 1788—1792 роках був членом Чотирирічного сейму. Стає мальтійським лицарем.
1795 року після Трьотого поділу Речі Посполитої, Юзеф Миколай Радзивілл передав частину маєтків своїм рідним і залишок життя провів у родинному маєтку Радзивіллімонтах. Був похований в Несвіжі.

## Володіння
Володів польськими маєтностями Неборув і Пшигодзіце, а також в Литві.

## Родина
1. Дружина — Ангеліка Антонія, донька Антонія Мйончинського, воєводи підляського.
Діти:
- Антоній (1785—1810), канонік віленський
- Анна (1786—1857), дружина князя Юзефа Любенського
- Вікторія (1795—1824), дружина Ксаверія Неселовського
- Констанція (1796—1824), дружина російського генерала Чудовського
- Олександра (померла в дитинстві)
- Тереза (померла в дитинстві)

2. Дружина — графия Вісторія Остроруг, донька стольника черського
дітей не було